# Firmin Govaert
Firmin Govaert (Gent, 18 december 1902 – aldaar, 7 november 1993) was een Belgisch scheikundige en hoogleraar aan de Universiteit Gent, gespecialiseerd in de organische chemie.

## Biografie
Firmin Govaert werd geboren als zoon van Julius Franciscus Govaert, een gasarbeider aan de stad Gent, en van Valentina Verlé. Na zijn middelbare studies aan het Koninklijk Atheneum in Gent, behaalde hij in 1927 de titel van apotheker en promoveerde hij in 1928 aan de Rijksuniversiteit Gent tot doctor in de scheikunde. Kort daarna begon hij zijn academische loopbaan als assistent bij de scheikundigen Frédéric Swarts en René Goubau. In 1936 werd hij docent en gaf hij colleges in organische chemie. Na de Tweede Wereldoorlog werd hij bevorderd tot gewoon hoogleraar.
Tijdens zijn carrière richtte Govaert zich op uiteenlopend onderzoek, waaronder de synthese van natuurproducten en derivaten van penta-erytritol. Een belangrijk project betrof de chemische analyse van hop, uitgevoerd met en verdergezet door Maurice Verzele (1923-2008). Dit onderzoek droeg bij aan nieuwe inzichten in de productie en kwaliteit van bier.
Naast zijn wetenschappelijke werk vervulde Govaert talrijke administratieve functies. Hij was beheerder van het universitair vermogen en vertegenwoordiger van de Faculteit Wetenschappen in de universiteitsraad. Hij was actief in verschillende wetenschappelijke commissies en verenigingen, waaronder de Koninklijke Vlaamse Chemische Vereniging, waarvan hij in 1939 medeoprichter was.
Hij begeleidde tijdens zijn lange carrière diverse doctoraatsstudenten, waarvan enkele later ook hoogleraar zouden worden: Michel Beyaert (doctoraatsverdediging in 1941), Julien Hoste (1946), Maurice Verzele (1949), Frank Alderweireldt (1956), Marc J.O. Anteunis (1958), Maurits Vandewalle (1961), Erik Goethals (1963) en Niceas Schamp (1963). Hij ging op 10 oktober 1967 met emeritaat, maar bleef tot op hoge leeftijd betrokken bij de wetenschappelijke gemeenschap.

## Erkenningen
Firmin Govaert ontving meerdere onderscheidingen, waaronder de titels van Grootofficier in de Kroonorde en Commandeur in de Leopoldsorde.